# Trachymene montana
Trachymene montana är en flockblommig växtart som beskrevs av A.E.Holland. Trachymene montana ingår i släktet Trachymene och familjen flockblommiga växter. Inga underarter finns listade i Catalogue of Life.